# Meomchugo sip-eun sun-gan: About Time
Meomchugo sip-eun sun-gan: About Time (멈추고 싶은 순간: 어바웃타임?, Meomchugo sip-eun sun-gan: Eoba-ut ta-imLR; lett. "Un momento che voglio fermare: About Time"), anche nota con il titolo internazionale About Time, è una serie televisiva sudcoreana trasmessa su tvN dal 21 maggio al 10 luglio 2018.

## Trama
L'aspirante attrice di musical Choi Michaela possiede una dote particolare: riesce a vedere la durata della vita di una persona. Quando, dopo un piccolo incidente stradale con Lee Do-ha, il presidente della MK Entertainment, Michaela si rende conto che l'orologio della propria vita si ferma inaspettatamente in presenza dell'uomo, decide di restargli accanto ad ogni costo e si innamora di lui.

## Personaggi e interpreti
- Lee Do-ha, interpretato da Lee Sang-yoon
- Choi Michaela/Mika, interpretata da Lee Sung-kyung
- Bae Soo-bong, interpretata da Im Se-mi
- Jo Jae-yoo, interpretato da Kim Dong-jun
- Jeon Sung-hee, interpretata da Han Seung-yeon

## Produzione
Il ruolo di Jo Jae-yoo avrebbe dovuto essere interpretato da Lee Seo-won, ma l'attore è stato sostituito da Kim Dong-jun dopo essere stato indagato per violenza sessuale.